# Joseph Nassi
Pour les articles homonymes, voir Nasi.
Joseph Nassi ou Naci, né João Miquez, également appelé Yassef Nassi ou Naci dans l'Empire ottoman (Portugal, 1524 — Empire ottoman, 1579), est un marrane devenu une personnalité importante de la cour du sultan Soliman le Magnifique puis de son fils Selim II. Il fut fait par eux seigneur de Tibériade et duc de Naxos.

## Biographie

### Jeunesse
Né au Portugal en 1524, il est tout d'abord élevé par ses deux oncles Francisco et Diogo Mendes Benveniste, dont il administre plus tard la Banque Mendès. Il s'enfuit aux Pays-Bas avec sa tante Doña Gracia Nassi, dont il épouse plus tard la fille Reyna.
Il fait ses études à l'université de Louvain. Il doit à nouveau fuir en 1547. Il passe par la France puis l'Italie, et tente de s'établir à Venise, en compagnie de sa tante Gracia Nassi. Expulsé de Venise, il finit par s'installer dans l'Empire ottoman en 1554. Il conservera une forte rancune vis-à-vis de Venise, dont il n'aura de cesse de se venger.

### La Cour ottomane
À Constantinople, il fait un choix politique judicieux en soutenant le futur sultan Sélim II contre son frère Bajazet (ou Bayezid, en turc). Cela lui vaut des postes de plus en plus prestigieux au sein de l'administration impériale. Il s'occupe principalement de politique étrangère.
Ses connexions en Europe favorisent sa politique. Il sait négocier la paix avec la Pologne et influe même sur l'élection du roi de Pologne. Il encourage la révolte des Pays-Bas contre l'Espagne. Il amène la Sublime Porte à déclarer la guerre à Venise. La défaite vénitienne donne Chypre aux Ottomans en 1570-1571.
Pour toutes ses réussites, il est fait duc de Naxos et seigneur d'Andros. Il gouverne ses possessions depuis son palais du Belvédère à Constantinople où il a sa propre imprimerie.

### Le seigneur deTibériade
Joseph Nassi est nommé en 1561 seigneur de Tibériade. Parfois considéré comme un précurseur du mouvement sioniste, il se donne comme mission d'encourager la réinstallation des Juifs dans la région.
Grâce au soutien financier du sultan, il fait reconstruire la ville et ses murs. Il décide d'en faire un centre textile : il fait planter des mûriers (pour les vers à soie) et essaie d'attirer des artisans.
Il prend contact avec le pape. L'idée est de permettre l'émigration des Juifs des États pontificaux. La guerre entre Venise et l'Empire ottoman fait échouer le projet.

### Dernières années
La mort de Selim II en 1574 lui fait perdre toute influence à la cour. Il est néanmoins autorisé à conserver ses titres et ses revenus.

## Postérité
Il aurait inspiré Barabas, le personnage principal de la pièce Le Juif de Malte écrite en 1589 ou 1590 par Christopher Marlowe, qui influença puissamment le stéréotype antisémite du Juif.
Georges Nizan en a fait le personnage principal d'un roman, Le Duc de Naxos (Paris, Balland, 1988).